# San Roque (Requena)
San Roque es una localidad peruana, en el distrito de Maquía, provincia de Requena, al oeste del departamento de Loreto.

## Descripción
San Roque es un pueblo aislado por su lejanía, el Ministerio de Salud mantiene un puesto de salud en el lugar, que suele ser controvertido por temas de corrupción, y se tiene proyectado que la Policía Nacional del Perú tenga una base de control en el pueblo.